# Wiktor Sielanko
Wiktor Sielanko (ur. 3 stycznia 1935 w Wilnie) – polski inżynier łączności i polityk, w 1980 minister.

## Życiorys
Syn Stanisława i Genowefy. W 1957 ukończył studia na Wydziale Łączności Politechniki Wrocławskiej, w 1970 uzyskał stopień doktora nauk technicznych. W latach 1956–1971 pracował w Przemysłowym Instytucie Elektroniki Oddział Wrocław (w stopniu docenta), następnie do 1972 był zastępcą kierownika oddziału ds. naukowo-badawczych w Ośrodku Badawczo-Rozwojowym Elektroniki Próżniowej we Wrocławiu. W latach 60. brał udział w opracowywaniu niskoszumnych lamp mikrofalowych z falą bieżącą (LFB). Od 1972 do 1978 pracował w Zjednoczeniu Przemysłu Elektronicznego „Unitra”, gdzie był dyrektorem naukowym, ds. badawczo-rozwojowych, oraz dyrektorem rozwoju i inwestycji. Po czym do 1980 był dyrektorem generalnym był w latach 1978-80 w Zjednoczeniu Unitra-Elektron.
W okresie 1980–1990 był prezesem zarządu centralnego Związku Spółdzielczości Pracy, w 1980 piastował urząd ministra w rządzie Edwarda Babiucha i Józefa Pińkowskiego. Członek Rady Krajowej Patriotycznego Ruchu Odrodzenia Narodowego w 1983. W latach 1986–1989 był członkiem Ogólnopolskiego Komitetu Grunwaldzkiego.
Pracował w Instytucie Tele- i Radiotechnicznym (2007–2009). Specjalista w zakresie technologii spawania wiązką elektronową.